# Iteuil
Iteuil – miejscowość i gmina we Francji, w regionie Nowa Akwitania, w departamencie Vienne.
Według danych na rok 1990 gminę zamieszkiwało 2679 osób, a gęstość zaludnienia wynosiła 121 osób/km² (wśród 1467 gmin regionu Poitou-Charentes Iteuil plasuje się na 95. miejscu pod względem liczby ludności, natomiast pod względem powierzchni na miejscu 326.).